# Hans-Jörg Reiffen
Hans-Jörg Reiffen (* 16. September 1936 in Duisburg; † 29. Februar 2012) war ein deutscher Mathematiker. Er studierte in Münster Mathematik – u. a. bei Friedrich Sommer – und Physik. Seine Dissertation 1963 bei Heinrich Behnke gilt als wichtiger Beitrag zur Differentialgeometrie. 1964 wechselte er von Münster nach Bochum, wo er habilitierte. 1973 erhielt Reiffen den Ruf an die Pädagogische Hochschule Osnabrück und war demzufolge ab 1974 Professor an der Universität Osnabrück.